# لويز باولو كوند
لويز باولو كوند هو مهندس معماري وسياسي برازيلي، ولد في 6 أغسطس 1934 في ريو دي جانيرو في البرازيل، وتوفي بنفس المكان في 21 يوليو 2015. نشط حزبياً في حزب الحركة الديمقراطية ‏. وقد انتخب vice governor of Rio de Janeiro ‏.